# Lepilemur aeeclis
Lepilemur aeeclis är en primat i släktet vesslemakier som beskrevs av N. Andriaholinirina et al. 2006. Artepitet i det vetenskapliga namnet hedrar en naturskyddsorganisation, Association Européenne pour l'Etude et la Conservation des Lémuriens (A.E.E.C.L.).

## Utseende
Med en kroppslängd (huvud och bål) av 21 till 24 cm, en svanslängd av 24 till 25 cm och en vikt av 600 till 860 g är arten små till medelstor i släktet vesslemakier.
Ansiktet är täckt av grå päls med några mer eller mindre tydliga mörka strimmor upp till hjässan som sammanträffar på huvudets topp. Därifrån går en mörk strimma över ryggens mitt som blir otydlig nära svansen. Andra delar av ovansidan är grå till rödgrå. Den rödaktiga färgen är tydligast vid axeln och på armarnas ovansida. Även undersidan är grå, ibland ljusare än ryggen. Lepilemur aeeclis kan ha en grå till roströd svans. Djurets öron är stora och runda.

## Utbredning, habitat och ekologi
Arten förekommer på nordvästra Madagaskar vid havet. Den lever i regionen mellan floderna Betsiboka och Mahavavy du Sud. Habitatet utgörs främst av lövfällande skogar. Lepilemur aeeclis äter huvudsakligen blad.
Honor föder oftast en unge per kull.

## Status
Denna primat hotas av habitatförstöring. Lämpliga skogar är inte sammanhängande och beståndet minskar. IUCN listar arten som sårbar (VU).